# Autoestrada A55 (Itália)
A Autoestrada A55 (também conhecida como Tangenziale di Torino) é uma autoestrada tangencial da zona norte e sul de Turim, na Itália. Com 57 km, sua gestão está a cargo da concessionária ATIVA S.p.A. Há uma ramificação até o Aeroporto de Turim-Caselle, chamada de Raccordo autostradale 10.
É dividida em dois trechos: Tangenziale Nord e Tangenziale Sud. O trecho leste da tangencial está em fase de projetação, que terá como objetivo completar o anel viário em torno da capital do Piemonte.

## Percurso

### Tangenziale Nord
| TANGENZIALE NORD | |                             |                             |           |                  |
| Tipo             | sAÍDA | ↓km↓                        | ↑km↑                        | Província | Estrada europeia |
|                  | Bardonecchia Traforo del Frejus                                                                            | 0                           | 20,2                        | TO        |                  |
|                  | del Moncenisio Rivoli                                                                                      | 0,3                         | 21,9                        | TO        |                  |
|                  | Area Servizio "Rivoli Sud"                                                                                 | 0,9 Somente na pista leste  | -                           | TO        |                  |
|                  | Area Servizio "Rivoli Nord"                                                                                | -                           | 17,3 Somente na pista oeste | TO        |                  |
|                  | Barriera Bruere                                                                                            | 2,9                         |                             | TO        |                  |
|                  | Tangenziale Sud                                                                                            | 3,7                         | 16,5                        | TO        |                  |
|                  | del Monginevro Pianezza, Collegno                                                                          | 6,6                         | 13,6                        | TO        |                  |
|                  | Pianezza del Monginevro                                                                                    | -                           | 13,2 Solo corsia ovest      | TO        |                  |
|                  | Savonera Reggia di Venaria Reale Druento                                                                   | 7,6 Solo corsia est         | -                           | TO        |                  |
|                  | Corso Regina Margherita                                                                                    | 8,5                         | 11,7                        | TO        |                  |
|                  | Savonera Reggia di Venaria Reale Druento                                                                   | -                           | 11,3 Somente na pista oeste | TO        |                  |
|                  | Venaria Reale Druento Valli di Lanzo Juventus Stadium                                                      | 12,2                        | 8                           | TO        |                  |
|                  | Borgaro Reggia di Venaria Valli di Lanzo                                                                   | 14,1                        | 6,1                         | TO        |                  |
|                  | Area Servizio "Stura Nord"                                                                                 | -                           | 4,9 Somente na pista oeste  | TO        |                  |
|                  | Area Servizio "Stura Sud"                                                                                  | 16,3 Somente na pista leste | -                           | TO        |                  |
|                  | Caselle - Raccordo autostradale 10 Aeroporto di Torino-Caselle Valli di Lanzo del Gran Paradiso - Canavese | 17,1                        | 3,1                         | TO        |                  |
|                  | Falchera - Padana Superiore Torino-Trieste                                                                 | 18,2                        | 2                           | TO        |                  |
|                  | Aosta - Trafori                                                                                            | 20,2                        | 0                           | TO        |                  |

### Tangenziale Sud
| TANGENZIALE SUD | |                          |                        |           |                  |
| Tipo            | Saída | ↓km↓                     | ↑km↑                   | Província | Estrada europeia |
|                 | Piacenza-Brescia                                                                                                | 0                        | 25,86                  | TO        |                  |
|                 | Santena | 0                        | 25,86                  | TO        |                  |
|                 | Barriera Trofarello                                                                                             | 4                        | 21,8                   | TO        |                  |
|                 | Vadò | 4,7                      | 21,1                   | TO        |                  |
|                 | Bauducchi C.so Unità d'Italia Lingotto Moncalieri Savona                                                        | 6,8                      | 19                     | TO        |                  |
|                 | del Colle di Tenda e Valle Roja - La Loggia Cuneo                                                               | 9,6                      | 16,2                   | TO        |                  |
|                 | Area Servizio "Nichelino Nord"                                                                                  | 10,4 Somente pista norte | -                      | TO        |                  |
|                 | Area Servizio "Nichelino Sud"                                                                                   | -                        | 14,2 Somente pista sul | TO        |                  |
|                 | Debouchè Nichelino, Vinovo Ippodromi di Torino                                                                  | 13,7                     | 12,1                   | TO        |                  |
|                 | Stupinigi del Colle di Sestriere Palazzina di caccia di Stupinigi Torino Corso Unione Sovietica Stadio Olimpico | 15,2                     | 10,6                   | TO        |                  |
|                 | C.so Orbassano - Drosso Stabilimento FIAT Drosso Beinasco-Orbassano                                             | 17,3                     | 8,5                    | TO        |                  |
|                 | Pinerolo autostrada del Pinerolese Sestriere - Cuneo                                                            | 18                       | 7,8                    | TO        |                  |
|                 | S.I.TO Interporto Ospedale S. Luigi di Orbassano Autostrada Ferroviaria Alpina                                  | 21                       | 4,8                    | TO        |                  |
|                 | C.so Allamano Grugliasco C.so IV novembre                                                                       | 24,7                     | 1,1                    | TO        |                  |
|                 | C.so Francia Rivoli, Cascine Vica                                                                               | 25,4                     | 0,4                    | TO        |                  |
|                 | Tangenziale Nord                                                                                                | 25,86                    | 0                      | TO        |                  |